# Wolf Bronner

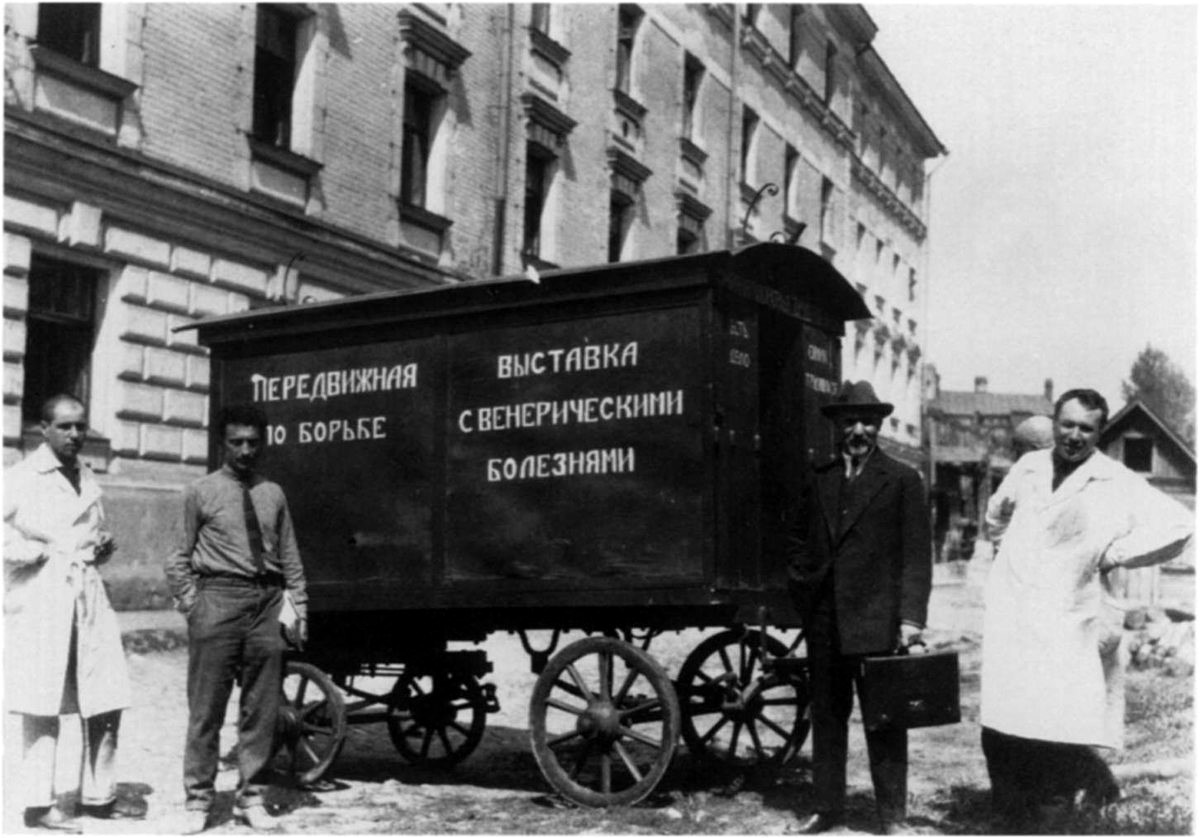
Wolf Bronner na prawo od wozu.

Wolf Mojzejewicz Bronner (ros. Вольф Моисеевич Броннер, ur. 1876 w Wierchnieudińsku, zm. 7 marca 1939) – rosyjski lekarz, wenerolog.
Studiował medycynę na Uniwersytecie w Tomsku i w Berlinie. Brał udział w studenckich ruchach rewolucyjnych. Tytuł doktora nauk medycznych uzyskał w 1900 roku w Berlinie, od 1902 roku w Tomsku, w latach 1906-1913 na emigracji w Paryżu, gdzie prowadził badania w Instytucie Pasteura. Od 1915 roku asystent w klinice Uniwersytetu w Moskwie, od 1918 w ministerstwie zdrowia (Sownarkomie). W 1921 roku utworzył Instytut Wenerologiczny w Moskwie, którego był dyrektorem od 192 do 1927. W latach 1931–35 profesor nadzwyczajny chorób skóry i chorób płciowych w Moskwie. Aresztowany 23 października 1937 pod zarzutem szpiegostwa i działalności w organizacji terrorystycznej, skazany 7 marca 1939 i rozstrzelany tego samego dnia. Pochowany na terenie Monastyru Dońskiego w Moskwie. Zrehabilitowany 28 kwietnia 1956 roku.